# Simion Pop

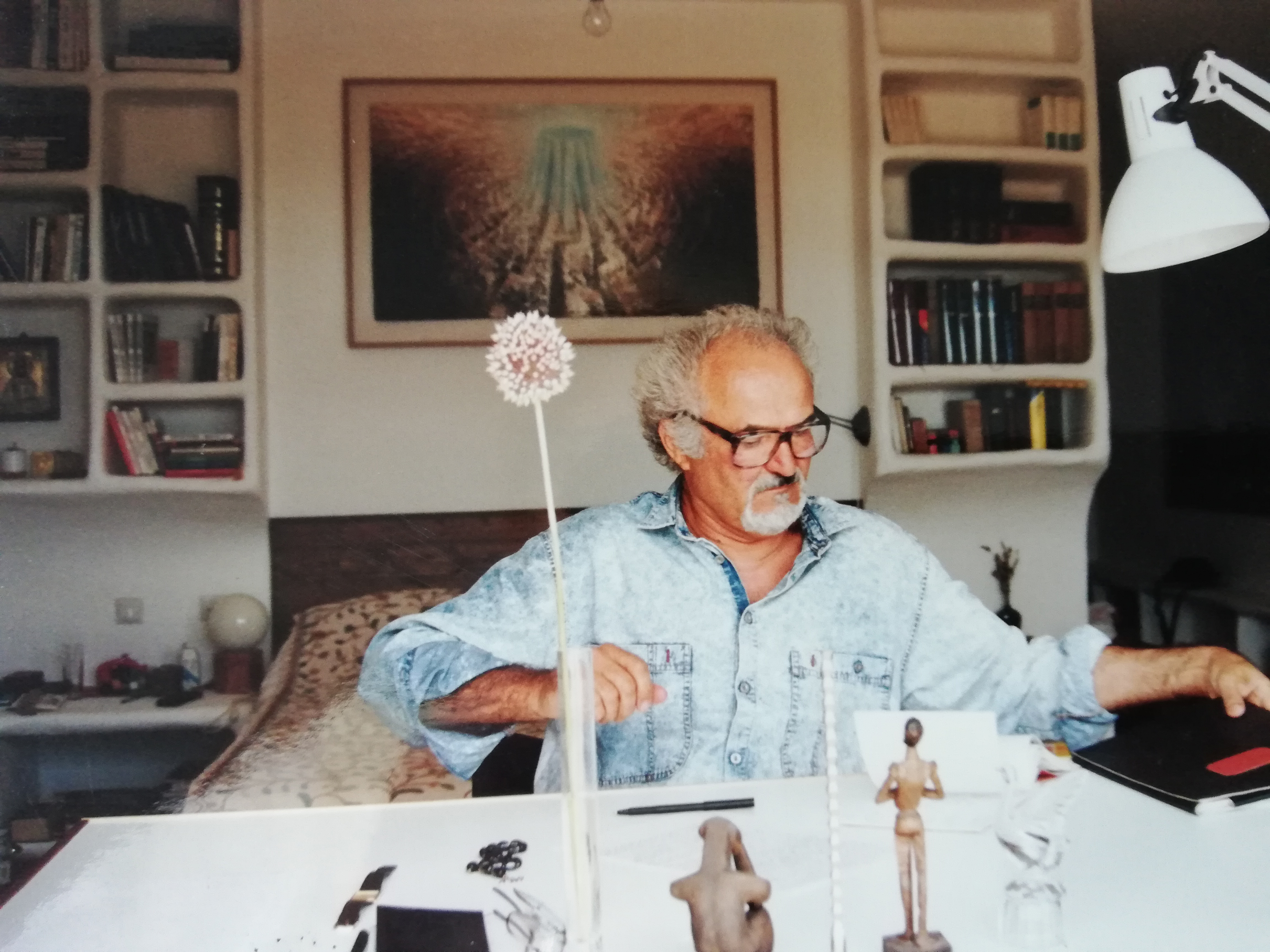
Simion Pop, 2001

Simion Pop (* 25. September 1930 in Vărai, Kreis Maramureș, Rumänien; † 12. Mai 2008, Pécs, Ungarn) war ein Schriftsteller, Journalist und rumänischer Diplomat.

## Leben
Simion Pop war Redakteur des Rumänischen Rundfunks, Vizepräsident des Rumänischen Schriftstellerverbandes und Herausgeber der Zeitschrift România Pitorească. Nach der Rumänischen Revolution von 1989 war er in den Jahren von 1990 bis 1992 Botschafter Rumäniens in Ungarn.